# Семидоцька Жанна Дмитрівна
Жанна Дмитрівна Семидоцька, до шлюбу Дружиніна (7 січня 1937, м. Київ — 19 березня 2025, Харків) — українська лікарка-нефрологиня. Докторка медичних наук, професорка, заслужена діячка науки і техніки України, академік Української Академії наук, завідувачка кафедри Пропедевтики внутрішніх хвороб № 2 (зараз Кафедра пропедевтики внутрішньої медицини № 2) у Харківському національному медичному університеті (1982—2009).

## Життєпис
Жанна Дружиніна народилася 7 січня 1937 року у Києві, в родині службовців. Під час Другої світової війни з матір'ю евакуйовані до міста Ульянівськ. Шкільні роки провела у Білорусі, де по закінченні війни служив її батько. У 1954 році, після середньої школи, Жанна Дружиніна вступила до Харківського медичного інституту (ХМІ). Там вона зустріла Юрія Семидоцького, з яким пізніше одружилася. У 1960 році Семидоцькі закінчують ХМІ та отримують направлення на роботу до Пролетарської районної лікарні (Луганська область). Жанна Семидоцька працює там терапевткою, чоловік — хірургом. У 1962 з чоловіком повертається до Харкова, де вступає в аспірантуру кафедри пропедевтики внутрішніх хвороб (ПВХ) педіатричного та санітарно-гігієнічного факультетів ХМІ. У 1965 році захищає кандидатську дисертацію на тему «Деякі імунологічні показники у хворих на гломерулонефрит і пієлонефрит», розробляє комплекс імунологічних методів для діагностики та лікування хвороб нирок. Після захисту Жанна Семидоцька займає на кафедрі ПВХ посаду асистентки, а згодом доцентки, викладає пропедевтику майбутнім лікарям, веде прийом пацієнтів у 2-му терапевтичному відділенні Харківської обласної клінічної лікарні (ХОКЛ).
Харківська нефрологічна служба починає свій шлях саме в терапевтичному відділенні ХОКЛ. У 1970 році 2-ге терапевтичне відділення Обласної клінічної лікарні було реорганізоване у нефрологічне. У 1976 Жанна Семидоцька за підтримки нефролога, професора Ю. Д. Шульги і Харківського міськздороввідділу організовує нефрологічне відділення й у 26-й міській лікарні, а також міський нефрологічний кабінет у 26-й поліклініці. В поліклініках міста Харкова починають створюватися посади лікарів-нефрологів. В ХОКЛ згодом відкрито відділення хронічного гемодіалізу, а в 1976 році вже нефроурологічний центр під керівництвом професора В. І. Шаповала.
У 1980 лікарка захищає докторську дисертацію на тему «Кислотно-щелочной баланс при воспалительных заболеваниях почек». З 1982 року Жанна Семидоцька стає завідувачкою кафедри пропедевтики внутрішньої медицини № 2 ХМІ. Цього ж року вона отримує професорське звання. У 1986 році нефрологічне відділення Обласної клінічної лікарні м. Харкова входить до складу нефроурологічного центру, а клінічною базою кафедри стає відділення хронічного гемодіалізу.
У 2009 р. передає завідування кафедрою професорці Тетяні Сергіївні Оспановій, яка була її першою аспіранткою. На даний час продовжує працювати на кафедрі пропедевтики внутрішньої медицини № 2 ХНМУ на посаді професора. Також веде активну лікарську практику: як нефрологиня і терапевтка, консультує пацієнтів з Харкова та області у реабілітаційному відділенні Обласної лікарні та медико-генетичному центрі.
Померла 19 березня 2025 року у Харкові.

## Наукова та педагогічна робота
Протягом багатьох років Жанна Семидоцька очолює Харківську нефрологічну школу та працює над актуальними проблемами галузі: дослідження ролі нирок у регуляції водно-електролітного балансу, кислотно-основний обмін і парціальні функцій нирок при їх запальних захворюваннях. Результати досліджень по цим напрямкам були узагальнені у її докторській дисертації «Кислотно-щелочной баланс при воспалительных заболеваниях почек». Захист дисертації у 1980 році став визначною подією в українській нефрології: до Харкова приїхали видатні лікарі-нефрологи Пиріг Л. А. (Київ), Пахмурний Б. А. (Чернівці), Ковалів Б. М. (Львів), які високо оцінили цю роботу. Професор Л. Т. Малая (відома терапевтка, кардіолог), яка очолювала президію, наголосила на важливості теми дисертації, що захищалась. Результати багатьох досліджень Жанни Семидоцької зберігають актуальність й досі.
У 2000 році за пропозицією Жанни Семидоцької Кафедра пропедевтики внутрішніх хвороб (з 2006 кафедра Кафедра пропедевтики внутрішньої медицини) атестується клінічною базою Фармакологічного центра МОЗ України для випробування ліків. Вчена бере активну участь у роботі над монографіями, навчальними посібниками. У 2002—2005 роках під її редакцією видано фундаментальний підручник «Пропедевтика внутрішніх хвороб» у 3-х томах, окрім цього, у співавторстві видається багато методичних рекомендацій для студентів, інтернів, лікарів.
Жанна Семидоцька вкладає багато енергії в організацію нефрологічних з'їздів, конференцій, пленумів. В Харкові приймають два Всесоюзних нефрологічних форуми: VIII конференцію по фізіології нирок і водно-сольового обміну (1989) і конференцію «Еферентні методи лікування в нефрології» (1993). Також у 2005 році проведений Другий з'їзд нефрологів України (Харків), де затверджено нову класифікацію захворювань нирок. У 2001 році нефроурологічний центр Обласної клінічної лікарні виокремлюється у самостійний заклад — «Харківський обласний клінічний нефроурологічний центр», а клінічною базою кафедри стають пульмонологічне, алергологічне, реабілітаційне відділення обласної лікарні.
Важливими напрямками роботи Ж. Семидоцької залишаються наукові дослідження: роль нирок у патогенезі, перебігу, прогресуванні хронічної обструктивної хвороби легень (ХОЗЛ), ушкодження нирок при важкому перебігу пневмонії, роль інфекції у перебігу пієлонефриту, проблеми профілактики, прогнозування та діагностика захворювань нирок у вагітних. За останні 10 років (2010—2020) опублікувано близько 111 статей, методичних розробок, навчальних посібників, тез у співавторстві з іншими працівниками кафедри. Жанна Семидоцька є авторкою монографій «Нефрологія», «Клиническая фармакология», «Терапия» та інших, має 2 авторських свідоцтва та 4 патенти.
Також вчена досліджує духовно-моральні проблеми тяжкої хвороби, різноманітні філософські аспекти медицини, приділяє багато уваги вихованню морально-етичних якостей лікарів майбутнього. Ці питання Семидоцька розкриває в навчальних посібниках «Філософсько-пізнавальні і етичні аспекти медицини» (2015), «Пропедевтична медицина у ХХІ столітті: проблеми та перспективи» (2016), «Паліативна медицина» (2018). Під керівництвом професора Семидоцької захищено 34 кандидатські і 3 докторські дисертації, загалом видано 492 наукові й методичні праці. Лікарка входить до Європейського товариства нефрологів і трансплантологів, Президії Української Асоціації нефрологів, входить до складу правління Українського товариства алергологів та імунологів, учасник Української асоціації нефрологів. Співпрацює з редакційними радами журналів «Український журнал нефрології і діалізу», «Клінічна фармакологія, фізіологія, біохімія», «Український терапевтичний журнал», «Актуальні проблеми нефрології».
Померла 19 березня 2025 року.

## Публікації
- Здоров’я людини і сучасні біомедичні технології: навч. посіб. для студ. вищ. мед. навч. закл./за ред. Ж.Д. Семидоцької. Харків: ХНМУ, 2020
- Семидоцкая Ж.Д. Основы теории познания и проблемы врачебной диагностики. Посібник- 2012
- Значення скринінгу мікроальбумінурії для раннього виявлення патологій нирок [Електронний ресурс] / Т. С. Оспанова, Ж. Д. Семидоцька, О. В. Авдєєва, О. С. Більченко, Т. В. Бездітко, І. О. Чернякова, Т. Ю. Хіміч, Є. О. Болокадзе, О. В. Веремєєнко // Науковий вісник Ужгородського університету. Сер. : Медицина. - 2011. - Вип. 40. - С. 122-124. - Режим доступу: http://nbuv.gov.ua/UJRN/UNUMED_2011_40_30
- Роль нирок у регуляції кислото–лужного стану крові у хворих хронічним обструктивним захворюванням легень [Електронний ресурс] / Ж. Д. Семидоцька, О. В. Веремієнко // Український журнал нефрології та діалізу. - 2011. - № 2. - С. 49-51. - Режим доступу: http://nbuv.gov.ua/UJRN/Uzhn_2011_2_9
- Роль нирок у регуляції кислото – лужного стану крові у хворих хронічним обструктивним захворюванням легень [Електронний ресурс] / Ж. Д. Семидоцька, О. В. Веремієнко // Український журнал нефрології та діалізу. - 2011. - № 3. - С. 23-26. - Режим доступу: http://nbuv.gov.ua/UJRN/Uzhn_2011_3_5
- Сучасні аспекти хронічного обструктивного захворювання легень [Електронний ресурс] / Ж. Д. Семидоцька, І. О. Чернякова, О. М. Піонова, Н. С. Трифонова // Східноєвропейський журнал внутрішньої та сімейної медицини. - 2016. - № 2. - С. 4-12. - Режим доступу: http://nbuv.gov.ua/UJRN/easeurj_2016_2_3

## Звання та членство
- 1980 р. — доктор медичних наук
- 1982 р. — професор
- член Всесоюзного товариства нефрологів
- 2002 р. — присвоєно звання Заслуженого діяча науки і техніки України
- 2004 р. — обрана дійсним членом Української Академії наук

## Нагороди та відзнаки
- Державна премія України в галузі науки і техніки (розробка та впровадження системи методів діагностики, профілактики і лікування хвороб нирок) (2009)
- Медаль Харківського Регіонального благодійного фонду за внесок у розвиток нефрологічної служби (2017)
- Нагорода «За особистий вклад у розвиток урології та нефрології» (2019)[1].